# Abertura mediana

A seta branca aponta para a abertura mediana

A abertura mediana do cérebro (ou forame de Magendie) é uma abertura no tubo nervoso, conectando o quarto ventrículo do cérebro com o espaço subaracnóideo.

## Epônimo
O forame de Magendie é uma homenagem a François Magendie, que foi a primeira pessoa que o descreveu.